# Glimy
Glimy, bis 1996: Gliny (deutsch Skapenwald) ist ein Ort in der polnischen Woiwodschaft Ermland-Masuren. Er gehört zur Gmina Miłomłyn  (Stadt-und-Land-Gemeinde Liebemühl) im Powiat Ostródzki (Kreis Osterode in Ostpreußen).

## Geographische Lage
Glimy liegt am Oberländischen Kanal (polnisch Kanał Elbląski) im Westen der Woiwodschaft Ermland-Masuren, acht Kilometer westlich der Kreisstadt Ostróda (deutsch Osterode in Ostpreußen).

## Geschichte
Das einstige Glimmen, bis 1868 Abbau Bieberswalde, war als Skapenwald vor 1945 ein Wohnplatz innerhalb der Landgemeinde Bieberswalde (polnisch Liwa) und war Standort einer zum Staatsforst Liebemühl gehörenden Försterei.
In Kriegsfolge kam der Ort 1945 mit dem gesamten südlichen Ostpreußen zu Polen und erhielt die polnische Namensform Gliny, die bis zum 13. Dezember 1996 amtlich war, danach in Glimy umgeändert wurde. Unter diesem Namen ist der Ort heute eine Ortschaft innerhalb der Stadt-und-Land-Gemeinde Miłomłyn (Liebemühl) im Powiat Ostródzki (Kreis Osterode in Ostpreußen), bis 1998 der Woiwodschaft Olsztyn, seither der Woiwodschaft Ermland-Masuren zugehörig. Zu Glimy gehört ein Jagdschloss, das dem Forstamt Miłomłyn untersteht.

## Kirche
Bis 1945 war Skapenwald in die evangelische Pfarrkirche Liebemühl in der Kirchenprovinz Ostpreußen der Kirche der Altpreußischen Union, außerdem in die römisch-katholische Kirche Osterode i. Ostpr. (polnisch Ostróda) eingegliedert.
Heute gehört Glimy katholischerseits zur Pfarrei Liwa (Bieberswale) im Bistum Elbląg (Elbing), evangelischerseits zur Kirche in Ostróda in der Diözese Masuren der Evangelisch-Augsburgischen Kirche in Polen.

## Verkehr
Glimy ist von Liwa (Bieberswalde) und von Lubień (Grünort) aus auf einer Nebenstraße bzw. einem Landweg zu erreichen. Eine Bahnanbindung besteht nicht.